# 克雷斯特伍德派恩里奇 (新澤西州)
克雷斯特伍德派恩里奇（英語：Pine Ridge at Crestwood）是位於美國新澤西州海洋縣的普查規定居民點。

## 人口
根據2020年美國人口普查的數據，克雷斯特伍德派恩里奇的面積為4.11平方千米，當中陸地面積為4.09平方千米，而水域面積為0.02平方千米。當地共有人口2537人，而人口密度為每平方千米617.27人。